# Ingrid Siepmann

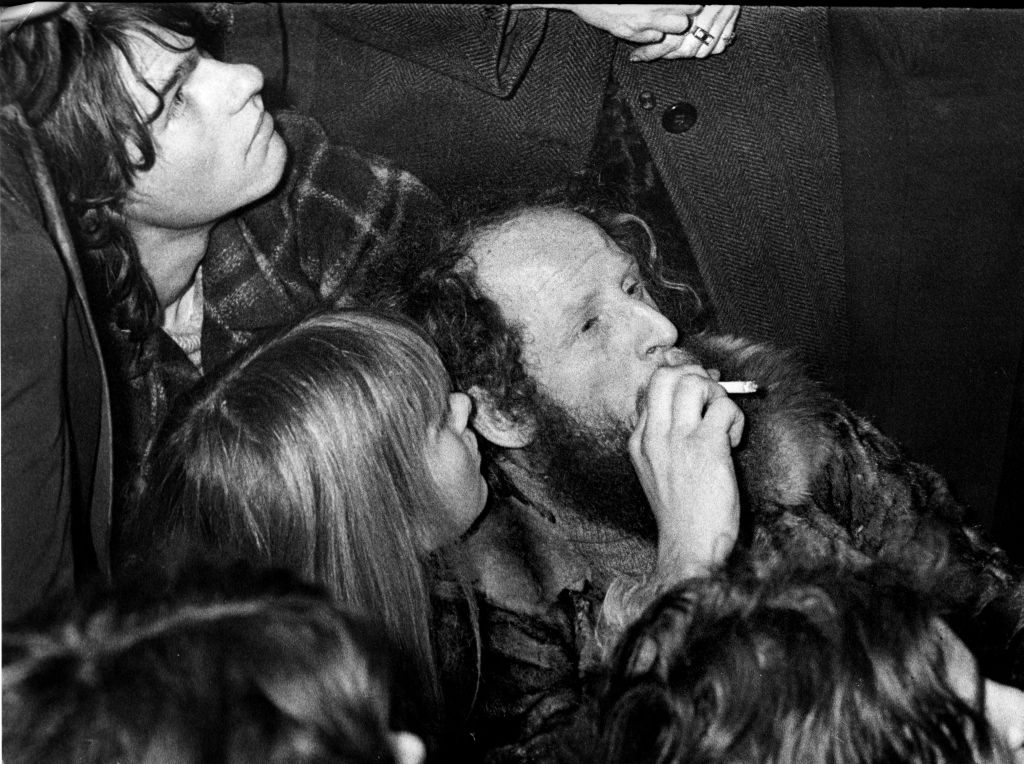
Ina Siepmann mit Dieter Kunzelmann (1969)

Ingrid (Ina) Siepmann (* 12. Juni 1944 in Marienberg; † vermutlich 1982 im Libanon) war eine deutsche Terroristin der Bewegung 2. Juni.

## Leben
Ingrid Siepmann wuchs in Schwelm als Tochter eines Apothekers auf und begann in Tübingen Gräzistik zu studieren. Als sie 1964 einen Sohn bekam, begann sie eine Apothekerlehre. 1965 heiratete sie Eckhard Siepmann, mit dem sie 1966 nach West-Berlin zog. Nach dem Attentat auf Rudi Dutschke wurde sie politisch aktiv.
Sie war 1969 die Freundin von Dieter Kunzelmann, dem Mitbegründer der Kommune I. Ihren Sohn überließ sie ab der Zeit ihren Eltern. Beide gehörten nach Kunzelmanns Rauswurf aus der K1 ab Juni 1969 dem Zentralrat der umherschweifenden Haschrebellen an. Noch im selben Jahr soll sie zusammen mit Kunzelmann, Georg von Rauch und anderen zur Ausbildung in ein Guerillacamp der palästinensischen Al Fatah gefahren sein.
Wegen Banküberfällen wurde sie 1974 zu 13 Jahren Haft verurteilt. Im Jahr darauf, 1975, tauschte die Bundesregierung sie mit vier weiteren Häftlingen gegen den von der Bewegung 2. Juni entführten Berliner CDU-Politiker Peter Lorenz aus und ließ sie mit Verena Becker, Gabriele Kröcher-Tiedemann, Rolf Heißler und Rolf Pohle am 3. März 1975 in Begleitung von Heinrich Albertz in den Südjemen ausfliegen.
Anschließend lebte Siepmann in einem Ausbildungslager der Volksfront zur Befreiung Palästinas (PFLP). Sie soll an der Entführung des österreichischen Textilindustriellen Walter Michael Palmers im November 1977 beteiligt gewesen sein, mit der die Bewegung 2. Juni mehrere Millionen DM erbeutete, die sie mit der PFLP und der RAF teilte.
1981 war sie eine der meistgesuchten Terroristinnen in der Bundesrepublik.  Sie kam vermutlich 1982 im Libanon-Krieg ums Leben, der Haftbefehl wurde aufgehoben. Sie soll Mitglied einer palästinensischen Frauenbrigade gewesen und entweder bei einem israelischen Bombenangriff oder während der Kämpfe beim Massaker von Sabra und Schatila im September 1982 umgekommen sein. Ihr Name wird auch in der Opferliste der Selbstauflösungserklärung der RAF vom März 1998 genannt.